# Gangneung Science Oval
Gangneung Science Oval (Koreaans: 강릉 사이언스 오발 경기장) is een schaatshal voor het langebaanschaatsen in het Zuid-Koreaanse Gangneung. De baan werd gebouwd in aanloop naar de Olympische Winterspelen 2018 in Pyeongchang. In september 2013 werd gestart met de bouw van de schaatshal, die ligt naast de al bestaande Gangneung Indoor Ice Rink, waar dan plaats is voor 8.000 personen. In januari 2017 was de schaatshal af en vormde het het toneel voor de WK Afstanden. Door de baanrecords gereden tijdens de WK Afstanden en tijdens de Spelen is de Gangneung Science Oval anno maart 2024 de nummer 6 op de lijst van snelste ijsbanen ter wereld.

## Toekomst
Na de Spelen is de Gangneung Science Oval een tijd lang niet meer gebruikt voor (internationale) schaatswedstrijden. Het is onduidelijk welke toekomstbestemming de hal krijgt.
In 2024 werd het langebaanschaatsen tijdens de Olympische Jeugdwinterspelen 2024 op de Gangneung Science Oval verreden.

## Grote kampioenschappen
- 2017 - WK afstanden
- 2018 - Olympische Winterspelen
- 2024 - Olympische Jeugdwinterspelen

## Baanrecords
| Afstand              | Schaatser                                               | Land | Tijd     | Datum      |
| -------------------- | ------------------------------------------------------- | ---- | -------- | ---------- |
| 500 m                | Håvard Lorentzen                                        | NOR  | 34,41    | 19-02-2018 |
| 1000 m               | Kjeld Nuis                                              | NED  | 1.07,95  | 23-02-2018 |
| 1500 m               | Kjeld Nuis                                              | NED  | 1.44,01  | 13-02-2018 |
| 3000 m               | Sven Kramer                                             | NED  | 3.38,64  | 05-02-2018 |
| 5000 m               | Sven Kramer                                             | NED  | 6.06,82  | 09-02-2017 |
| 10.000 m             | Sven Kramer                                             | NED  | 12.38,89 | 11-02-2017 |
| Ploegenachtervolging | Håvard Bøkko Simen Spieler Nilsen Sverre Lunde Pedersen | NOR  | 3.37,08  | 21-02-2018 |
| 2×500 m              |                                                         |      |          |            |
| Sprintvierkamp       |                                                         |      |          |            |
| Minivierkamp         |                                                         |      |          |            |
| Kleine vierkamp      |                                                         |      |          |            |
| Grote vierkamp       |                                                         |      |          |            |

| Afstand              | Schaatsster                        | Land | Tijd    | Datum      |
| -------------------- | ---------------------------------- | ---- | ------- | ---------- |
| 500 m                | Nao Kodaira                        | JPN  | 36,94   | 18-02-2018 |
| 1000 m               | Jorien ter Mors                    | NED  | 1.13,56 | 14-02-2018 |
| 1500 m               | Heather Bergsma                    | USA  | 1.54,08 | 12-02-2017 |
| 3000 m               | Ireen Wüst                         | NED  | 3.59,05 | 09-02-2017 |
| 5000 m               | Esmee Visser                       | NED  | 6.50,23 | 16-02-2018 |
| 10.000 m             |                                    |      |         |            |
| Ploegenachtervolging | Ayano Sato Miho Takagi Nana Takagi | JPN  | 2.53,89 | 21-02-2018 |
| 2×500 m              |                                    |      |         |            |
| Sprintvierkamp       |                                    |      |         |            |
| Minivierkamp         |                                    |      |         |            |
| Kleine vierkamp      |                                    |      |         |            |
| Grote vierkamp       |                                    |      |         |            |